# Zsuzsanna Lorántffy
Zsuzsanna Lorántffy, née en 1602 à Ónod en Hongrie et morte en 1660 à Sárospatak, est une princesse consort de Transylvanie par mariage avec György Rákóczi I, prince de Transylvanie. Calviniste passionnée, elle réussit à introduire des réformes protestantes dans l'Église de Transylvanie. En mécène, elle œuvre à l'éducation des filles en Hongrie.

## Biographie
Suzanna Lorántffy est issue d'une famille nombreuse de Zemplén. Elle est activement impliquée dans la gestion des domaines familiaux.
Son fils aîné, George II Rákóczi, devient prince de Transylvanie. Son plus jeune fils, Sigismund Rákóczi (1622-1652), se marie à Henriette Marie du Palatinat, fille d'Elizabeth de Bohême.
Elle fonde ou parraine plusieurs établissements d'enseignement, et s'attache notamment à développer le Collège réformé de Sárospatak, qui est alors à son apogée.
En 1651, elle crée une imprimerie. En 1657, elle crée une école de langue roumaine à Fogaras,.
Ses croyances religieuses protestantes l'amènent à s'éloigner d'une vie aristocrate et à exprimer sa religion à travers l'action avec le développement de l'éducation des filles. Pendant son séjour à Nagyvárad, elle veille à ce que les filles apprennent non seulement les compétences nécessaires pour diriger une maison, élever une famille, connaître la Bible et surtout lire, écrire et faire de l'arithmétique,.
Elle parraine la Bible de Várad, une traduction complètement nouvelle (et non une reproduction de la Bible de Vizsoly). Après la mort de son mari en 1648, elle déménage de Transylvanie à Sárospatak avec son fils Sigismund. Dans le Collège réformé Sárospatak (hu), alors centre religieux et théologique protestant influent, elle invite des professeurs d'université hongrois et étrangers réputés, parmi lesquels se distingue Comenius en 1650, et soutient les calvinistes afin qu'ils s'impliquent massivement dans la vie ecclésiastique, à rebours de la position du clergé catholique. Elle écrit un ouvrage Moïse et les prophètes en 1641 reconnu pour ses commentaires sur la Bible.
Sous son influence, John Amos Comenius s'installe à Sárospatak.

## Héritage
Susanna Lorantffy fait partie des 999 femmes citées dans l’œuvre féministe The Dinner Party de Judy Chicago, réalisée de 1974 à 1979 et visible au Brooklyn Museum.
L'astéroïde (235201) Lorántffy a été nommé en son honneur.